# فوتبال فوق ستاره بین‌المللی ۹۸
فوتبال فوق ستاره بین‌المللی ۹۸ (انگلیسی: International Superstar Soccer 98) یک بازی ویدئویی ساخته شده توسط شرکت کونامی می باشد که برای نینتندو ۶۴ در سال ۱۹۹۸ منتشر شد. این بازی شامل ۵۲ تیم ملی در بخش های بازی دوستانه، جام جهانی، لیگ جهانی، ضربات پنالتی و تمرینات می‌شود.